# Adama Barrow
Adama Barrow (født 16. februar 1965) er en gambiansk politiker og nuværende præsident i Gambia. Han blev taget i ed ved en ceremoni afholdt på den gambianske ambassade i Dakar i Senegal den 19. januar 2017, efter Barrow vandt præsidentvalget i 2016. Hans ret til præsidentposten er omstridt af den foregående præsident Yahya Jammeh. Barrow er medlem af partiet United Democratic Party (UDP). Forud for sin præsidentkampagne, var han kasserer i UDP og drev et ejendomsmæglersfirma. Han etablerede firmaet, Majum Real Estate, i 2006 efter han vendte hjem fra sine studier i London i England. Den 21. januar forlod Jammeh Gambia og drog i eksil efter en aftale med ECOWAS, hvilket betød at magtskiftet kunne forsætte og Barrow blev endegyldigt præsident. Ved Præsidentvalget i Gambia 2021 blev Barrow genvalgt.